# Moscow (Idaho)
Moscow (também grafada como Moscou) é uma cidade no norte de Idaho  localizado no condado de Latah. Situada ao longo da fronteira  Washington / Idaho, com uma população de 23.800 no censo de 2010, Moscow abriga a Universidade de Idaho. Junto com o resto do norte de Idaho, Moscow reside no fuso horário do Pacífico, e a elevação de seu centro da cidade é 786 m acima do nível do mar. As principais rodovias que servem a cidade são US-95 (norte-sul) e a Auto-estrada 8 (leste-oeste), os quais são encaminhados pelo centro de Moscow.

## Geografia
De acordo com o United States Census Bureau, a cidade tem uma área de 17,7 km², onde todos os 17,7 km² estão cobertos por terra.

### Localidades na vizinhança
O diagrama seguinte representa as localidades num raio de 24 km ao redor de Moscow.

## Demografia
Segundo o censo nacional de 2010, a sua população é de 23 800 habitantes e sua densidade populacional é de 1 341,5 hab/km². É a cidade mais densamente povoada do Idaho. Possui 9 879 residências, que resulta em uma densidade de 556,83 residências/km².